# 刘玉红 (厨师)
刘玉红（1973年—），华东师范大学厨师，创作了玉米炒葡萄、油条灌蛋、灌肠虾球、脆皮香蕉、番茄炖蛋、桂花山药等菜品，被冠以中国“第九大菜系”创始人。

## 生平
1973年出生于安徽芜湖的小乡村内，小学毕业后辍学务农，1993年来到上海打工，半年后成为厨师。2006年来到华东师范大学闵行校区餐饮部，现任后勤保障部膳食服务中心夏雨厅主任。

## 荣誉
- “高校伙食工作先进工作者”[4]
- 第三届“上海高校后勤标兵”（绿叶奖）[5]
- 2017年上海市五一劳动奖章[1]
- 华东师范大学2017“毕业生身边最可爱的人”[6]